# Esquema em pirâmide

A progressão exponencial insustentável de um esquema de pirâmide clássico em que cada membro é obrigado a recrutar seis novas pessoas. Os 2,2 bilhões de pessoas na 12.ª camada seriam obrigados a recrutar mais 13,1 bilhões de pessoas para a 13.ª camada, para sustentar o esquema, mas isso é maior do que a população mundial

Um esquema de pirâmide é um modelo de negócios que recruta membros por meio de uma promessa de pagamentos ou serviços para inscrição de outros no esquema, em vez de fornecer investimentos ou venda de produtos. À medida que o recrutamento se multiplica, este torna-se rapidamente impossível e a maioria dos membros não consegue lucrar; como tal, os esquemas de pirâmide são insustentáveis e muitas vezes ilegais.
Esquemas de pirâmide existem há pelo menos um século em diferentes formas. Alguns planos de marketing multinível foram classificados como esquemas de pirâmide.

## Conceito e modelos básicos
Em um esquema de pirâmide, uma organização obriga os indivíduos que desejam ingressar a fazer um pagamento. Em troca, a organização promete a seus novos membros uma parte do dinheiro retirado de cada membro adicional que eles recrutam. Os diretores da organização (os que estão no topo da pirâmide) também recebem uma parte desses pagamentos. Para os diretores, o esquema é potencialmente lucrativo – independentemente de trabalharem ou não, os membros da organização têm um forte incentivo para continuar recrutando e canalizando dinheiro para o topo da pirâmide.
Tais organizações raramente envolvem vendas de produtos ou serviços com valor. Sem criar quaisquer bens ou serviços, os únicos fluxos de receita para o esquema são recrutar mais membros ou solicitar mais dinheiro dos membros atuais. O comportamento dos esquemas de pirâmide segue a matemática do crescimento exponencial bem de perto. Cada nível da pirâmide é muito maior do que o anterior. Para um esquema de pirâmide ganhar dinheiro para todos que se inscreverem nele, ele teria que se expandir indefinidamente. Quando o esquema inevitavelmente fica sem novos recrutas, sem outras fontes de receita, ele entra em colapso. Como os maiores termos dessa sequência geométrica estão no final, a maioria das pessoas estará nos níveis inferiores da pirâmide; consequentemente, a camada inferior da pirâmide contém a maioria das pessoas. As pessoas que trabalham para esquemas de pirâmide tentam promover a empresa real em vez do produto que estão vendendo. Eventualmente, todas as pessoas nos níveis mais baixos da pirâmide não ganham dinheiro; apenas as pessoas no topo obtêm lucro.
As pessoas nas camadas superiores da pirâmide normalmente lucram, enquanto as das camadas inferiores normalmente perdem dinheiro. Como a maioria dos membros do esquema está na base, a maioria dos participantes não ganhará dinheiro. Em particular, quando o esquema entrar em colapso, a maioria dos membros estará nas camadas inferiores e, portanto, não terá nenhuma oportunidade de lucrar com o esquema; ainda assim, eles já terão pago para participar. Portanto, um esquema de pirâmide é caracterizado por algumas pessoas (incluindo os criadores do esquema) que ganham grandes quantias de dinheiro, enquanto os membros subsequentes perdem dinheiro. Por isso, são considerados golpes.

### Modelo das "oito bolas"

O modelo das "oito bolas" contém um total de quinze membros. Observe que em uma progressão aritmética 1 + 2 + 3 + 4 + 5 = 15. O esquema de pirâmide na figura em contraste é uma progressão geométrica 1 + 2 + 4 + 8 = 15

Muitas pirâmides são mais sofisticadas do que o modelo simples. Estes reconhecem que o recrutamento de um grande número de outros para um esquema pode ser difícil, então um modelo aparentemente mais simples é usado. Nesse modelo, cada pessoa deve recrutar outras duas, mas a facilidade de conseguir isso é compensada porque a profundidade necessária para recuperar qualquer dinheiro também aumenta. O esquema exige que uma pessoa recrute duas outras, que devem cada uma recrutar outras duas, e assim por diante.
Instâncias anteriores deste esquema foram chamadas de "Airplane Game" e os quatro níveis rotulados como "capitão", "copiloto", "tripulação" e "passageiro" para denotar o nível de uma pessoa. Outra instância foi chamada de "Original Dinner Party", que rotulou as camadas como "sobremesa", "prato principal", "salada lateral" e "aperitivo". Uma pessoa no curso de "sobremesa" é aquela no topo da árvore. Outra variante, "Treasure Traders", usa vários termos gemológicos como "polidores", "cortadores de pedra", etc. Uma versão chamada Abundance Fractal usa os quatro elementos como nomes de camadas: "Fogo", "Ar", "Terra" e "Água". Uma variação mais recente conhecida como Living Workshop leva os nomes de plantas, chamando as camadas de "semente", "rebento", "flor" e "lótus".
Esses esquemas podem tentar minimizar sua natureza piramidal, referindo-se a si mesmos como "círculos de presentes" com dinheiro sendo "presenteado". Outros se concentram em compartilhar círculos ou temas educacionais em torno da "abundância" para desviar a atenção da estrutura insustentável. Esquemas populares como "Women Empowering Women" fazem exatamente isso.
Qualquer que seja o eufemismo usado, há 15 pessoas no total em quatro níveis (1 + 2 + 4 + 8) no esquema — com o Airplane Game como exemplo, a pessoa no topo desta árvore é o "capitão", os dois abaixo são "copilotos", os quatro abaixo são "tripulação", e os oito inferiores são os "passageiros".

Em dez níveis de profundidade, o "airplane game" tem uma taxa de perda de 87%

Os oito passageiros devem pagar (ou "presentear") uma quantia (por exemplo, cinco mil reais) para participar do esquema. Esta soma (por exemplo, quarenta mil reais) vai para o capitão, que sai, com todos os restantes subindo um nível. Agora há dois novos capitães, então o grupo se divide em dois, com cada grupo exigindo oito novos passageiros. Uma pessoa que ingressa no esquema como passageiro não verá um retorno até que avance pelos níveis de tripulação e copiloto e saia do esquema como capitão. Portanto, os participantes nas três camadas inferiores da pirâmide perdem seu dinheiro se o esquema entrar em colapso.
Se uma pessoa estiver usando esse modelo como um golpe, o trapaceiro da confiança levaria a maior parte do dinheiro. Eles fariam isso preenchendo os três primeiros níveis (com uma, duas e quatro pessoas) com nomes falsos, garantindo que recebessem os primeiros sete pagamentos, a oito vezes a soma do buy-in, sem pagar um único centavo. Então, se o buy-in fosse de $ 5.000, eles receberiam $ 40.000, pagos pelos primeiros oito investidores . Eles continuariam a comprar por baixo dos investidores reais e promoveriam e prolongariam o esquema pelo maior tempo possível para permitir que eles extraíssem ainda mais dele antes que ele entrasse em colapso.
Embora o "capitão" seja a pessoa no topo da árvore, tendo recebido o pagamento dos oito passageiros pagantes, uma vez que eles saem do esquema, eles podem entrar novamente na pirâmide como "passageiros" e, esperançosamente, recrutar o suficiente para chegar capitão novamente, ganhando assim um segundo pagamento.

### Tear dos Sonhos

O "Tear dos Sonhos" é idêntico ao clássico "Airplane Game", com um diagrama circular obscurecendo a estrutura da pirâmide

Semelhante ao modelo das oito bolas, o Tear dos Sonhos engana os potenciais investidores alegando transformar cem em oitocentos. Este esquema tem uma estrutura circular, pois o aumento de novos recrutas empurra os indivíduos para mais perto do centro do círculo, daí o "Tear" no nome. Cada participante precisa recrutar duas pessoas sem fornecer a elas nenhum serviço ou produto. O golpe geralmente ressurge online em todo o mundo, sob diferentes pseudônimos, como 'círculo de tear' ou 'mandala fractal'. O Tear dos Sonhos foi considerado ilegal em várias cidades dos EUA.

### Fraude de franquia
A fraude de franquia é definida pelo Federal Bureau of Investigation dos Estados Unidos como um esquema de pirâmide. O site do FBI afirma:
Esquemas de pirâmide — também conhecidos como fraude de franquia ou esquemas de referência em cadeia — são fraudes de marketing e investimento em que um indivíduo recebe uma distribuição ou franquia para comercializar um determinado produto. O lucro real é obtido não pela venda do produto, mas pela venda de novas distribuidoras. A ênfase na venda de franquias em vez do produto acaba levando a um ponto em que a oferta de potenciais investidores se esgota e a pirâmide entra em colapso.

### Esquemas de matriz
Os esquemas matriciais usam o mesmo sistema fraudulento e insustentável de uma pirâmide; aqui, os participantes pagam para entrar em uma lista de espera por um produto desejável, que apenas uma fração deles pode receber. Como os esquemas matriciais seguem as mesmas leis de progressão geométrica que as pirâmides, eles estão fadados ao colapso. Tais esquemas funcionam como uma fila, onde a pessoa à frente da fila recebe um item como uma televisão, console de jogos, filmadora digital, etc. quando um certo número de novas pessoas se junta ao final da fila. Por exemplo, dez marceneiros podem ser necessários para que a pessoa na frente receba seu item e saia da fila. Cada marceneiro é obrigado a comprar um item caro, mas potencialmente inútil, como um livro digital, para sua posição na fila. O organizador do esquema lucra porque a renda dos marceneiros excede em muito o custo de enviar o item para a pessoa na frente. Os organizadores podem lucrar ainda mais iniciando um esquema com uma fila com nomes de shill que devem ser apagados antes que pessoas genuínas cheguem à frente. O esquema entra em colapso quando não há mais pessoas dispostas a entrar na fila. Os esquemas podem não revelar, ou podem tentar exagerar, a posição na fila de um possível participante, uma condição que significa essencialmente que o esquema é uma loteria. Alguns países determinaram que os esquemas matriciais são ilegais com base nisso.

## Relação com esquemas Ponzi
Embora muitas vezes confundidos entre si, os esquemas de pirâmide e os esquemas Ponzi são diferentes. Os esquemas de pirâmide são baseados em marketing de rede, onde cada pessoa na pirâmide é encarregada de trazer seus próprios subordinados e, por sua vez, lucrar com suas vendas ou recrutamentos. Isso falha porque essencialmente requer um número infinito de pessoas para ingressar na empresa. Em um esquema Ponzi, no entanto, os participantes recebem a promessa de retornos de "investimentos", supostamente em ações ou bens, mas que na verdade são pagos por novos investidores, enquanto uma figura central principal recebe uma parte como lucro.

## Conexão com omarketingmultinível
Algumas empresas de marketing multinível (MMN) operam como esquemas de pirâmide e os consumidores muitas vezes confundem marketing multinível legítimo com esquemas de pirâmide.
De acordo com a Comissão Federal de Comércio dos Estados Unidos, os negócios legítimos de MMN são diferenciados dos esquemas de pirâmide pelos participantes que ganham dinheiro principalmente com a venda de produtos, em vez de recrutamento:
Nem todos os planos de marketing multinível são legítimos. Se o dinheiro que você ganha é baseado em suas vendas ao público, pode ser um plano de marketing multinível legítimo. Se o dinheiro que você ganha é baseado no número de pessoas que você recruta e suas vendas para elas, provavelmente não é. Pode ser um esquema de pirâmide.
Em contraste, os esquemas de pirâmide "podem pretender vender um produto", mas muitas vezes "simplesmente usam o produto para esconder sua estrutura piramidal". Enquanto algumas pessoas chamam os MMNs em geral de "venda de pirâmide", outros usam o termo para denotar um esquema de pirâmide ilegal disfarçado de MMN.
A Comissão Federal de Comércio dos EUA adverte contra o envolvimento "em planos em que o dinheiro que você ganha é baseado principalmente no número de distribuidores que você recruta e em suas vendas para eles, e não em suas vendas para pessoas de fora do plano que pretendem usar os produtos."

Alguns comentaristas afirmam que os MMNs em geral nada mais são do que esquemas de pirâmide legalizados. Existem leis diferentes em cada estado, e eles tomam ações diferentes em relação aos esquemas de pirâmide, mas o marketing multinível é legal. Grupos de lobby de marketing multinível pressionaram os reguladores do governo dos EUA a manter o estatuto legal de tais esquemas. 

Este mapa mostra os países (em verde) onde os esquemas de pirâmide são considerados ilegais

Esquemas de pirâmide são ilegais em muitos países ou regiões, incluindo Albânia, Austrália, Áustria, Bélgica, Bahrein, Bangladesh, Brasil, Canadá, China, Colômbia, Dinamarca, República Dominicana, Estônia, Finlândia, França, Alemanha, Hong Kong, Hungria, Islândia, Índia, Indonésia, Irã, República da Irlanda, Itália, Japão, Malásia, Maldivas, México, Nepal, Países Baixos, Nova Zelândia, Noruega, Omã, Peru, Filipinas, Polônia, Portugal, Romênia, Federação Russa, Sérvia, África do Sul, Singapura, Espanha, Sri Lanka, Suécia, Suíça, Taiwan, Tailândia, Turquia, Ucrânia, Reino Unido e Estados Unidos.

## Legislação pertinente

### Em Portugal
Em Portugal os esquemas de pirâmide efectuados pelas empresas perante os consumidores são considerados prática comercial desleal e como tal proibidos por lei, nos termos da alínea r) do artigo 8º do Decreto-Lei nº 57/2008, de 26 de março de 2008, que estabelece que é considerada prática enganosa (e consequentemente desleal) "criar, explorar ou promover um sistema de promoção em pirâmide em que o consumidor dá a sua própria contribuição em troca da possibilidade de receber uma contrapartida que decorra essencialmente da entrada de outros consumidores no sistema;".

### No Brasil
No Brasil, a Lei n° 1.521, de 26 de dezembro de 1951, que trata dos crimes contra a economia popular, dispõe em seu art. 2º, inciso IX, que constitui crime contra a economia popular, punível com 6 meses a 2 anos de detenção, "obter ou tentar obter ganhos ilícitos em detrimento do povo ou de número indeterminado de pessoas mediante especulações ou processos fraudulentos ("bola de neve", "cadeias", "pichardismo" e quaisquer outros equivalentes)".